# 小関庄太郎
小関 庄太郎（こせき しょうたろう、1907年（明治40年）1月25日 - 2003年（平成15年）3月20日）は、戦前日本を代表するピクトリアリスム・芸術写真の写真家。
福島県福島市生まれ。1924年より写真を撮り始め、亡くなった2003年まで80年近い写歴をもつ、「最後の芸術写真家」の一人。

## 経歴
福島商業学校卒業後、家業（小関屋、古着等を扱う）を手伝いながら、写真同好会・二葉会（1921年 - 1944年頃）に入会し、佐藤信（さとう まこと、1897年 - 1987年）、本田仙花（ほんだ せんか、1897年 - 1951年）の薫陶を受ける。
二葉会のメンバーには他に、菊田蝶秋、伊藤晨水、伊東松葉、伊藤弥十郎、川村重和、吹澤龍一、本間第一郎、三瓶秀三、金澤治男、三浦通庸、木村長雄、氏家健吉、村山俊吾、島崎得三郎、山崎金三郎などがいた。川村重和はのちに福島大学名誉教授、吹澤龍一は小児科医、木村長雄は鉄道員、主宰した佐藤信もまた鉄道機関士から写真店店長となった人で、多士済々であった。佐藤、本田は、アルス発行の『カメラ』誌の投稿常連で、本田は1925年の『カメラ』入賞第一位となっている。また中島謙吉（中嶋謙吉、1888年 - 1972年）の主宰した『芸術写真研究』などにも入選し、1920年代半ばから全国的に注目される存在となっていた。
小関は、1926年に『カメラ』に入選したのを皮切りに、『カメラ』『芸術写真研究』にたびたび入賞、原稿の執筆も行う。また田村榮が編集していた『フォトタイムス』にも原稿を寄稿するなど、関東大震災以降のいわゆる「ベス単派」を代表する一人に数え上げられている。1930年代以降は、初期の素朴な風景写真から、デフォルマシオンと呼ばれる印画紙を歪めて焼き付ける手法や、いわゆる「雑巾がけ」と呼ばれる修整技術により、絵画のような写真作品を作るようになり、近年とみに注目される存在となった。第二次大戦による活動中断を経ながらも、戦後も精力的に写真制作を続けた。
2001年には福島県立美術館で大規模回顧展が開かれ、小関の戦前・戦後の作品230点と、高山正隆、山本牧彦ら日本光画協会系作家の作品70点が展示された。2003年、老衰により福島市で没する(満96歳)。

## 作品が出品された展覧会
- 日本の写真・1930年代（神奈川県立近代美術館・1988年）
- 日本のピクトリアリズム　風景へのまなざし（東京都写真美術館・1992年）
- モダニズムの時代（東京都写真美術館・1995年）
- 日本近代写真の成立と展開（東京都写真美術館・1995年）
- 光のノスタルヂア 小関庄太郎と日本の芸術写真（福島県立美術館・2001年）
- 鉄道と絵画（栃木県立美術館ほか・2003年）
- 日本の表現主義（栃木県立美術館、名古屋市美術館、兵庫県立美術館、岩手県立美術館、松戸市博物館・2009年）
- 私を見て! - ヌードのポートレイト - （東京都写真美術館、2010年）
- 芸術写真の精華（東京都写真美術館、2011年）